# به روش خودم
«به روش خودم» (به انگلیسی: My Way) تک‌آهنگی از هنرمند اهل ایالات متحده آمریکا فرانک سیناترا است که در سال ۱۹۶۹ میلادی منتشر شد. این ترانه توسط الویس پرسلی و سکس پیستولز بازخوانی شده و همگی به موفقیت تجاری رسیده‌اند.
این تک‌آهنگ در چارت‌های بریتانیا جزو ده ترانه اول قرار گرفت و به مدت ۷۵ هفته در چارت ۴۰ ترانه پرفروش بریتانیا ماند، رکوردی که هنوز شکسته نشده‌است. این آهنگ از آهنگ فرانسوی مثل همیشه (Comme d'habitude) اقتباس شده است.